# Alex Brightman
Alex Michael Brightman (Santa Clara, 5 febbraio 1987) è un attore statunitense, attivo in campo teatrale e televisivo.

## Biografia
Alexander Michael Brightman ha fatto il suo debutto a Broadway nel 2008, con il flop Glory Days; Brightman era un sostituto e, dato che il musical rimase in scena per una sola rappresentazione, non andò mai in scena. Nello stesso periodo esordì nel musical Wicked, in cui recitava nel ruolo di Boq. Brightman rimase nel cast di Wicked per due anni e nel 2013 tornò a Broadway nel musical Big Fish, in cui recitava nella parte di Zacky Price; il musical ebbe vita breve a Broadway e nello stesso anno Brightman ricoprì il ruolo di Michael in Matilda the Musical.
Il successo arrivò nel 2015, quando fu scelto per interpretare Dewey Finn (il ruolo di Jack Black) nell'adattamento teatrale di School of Rock ad opera di Andrew Lloyd Webber. Brightman recitò la parte fino alla fine del 2016 e poi di nuovo nell'aprile del 2017 e per la sua interpretazione fu candidato al Drama Desk Award, all'Outer Critics Circle Award, al Drama League Award e al Tony Award al miglior attore protagonista in un musical. Nel 2017 recitò con Steven Pasquale e Victoria Clark nel musical di Stephen Sondheim Assassins al City Center Encores, in cui ricopriva il ruolo di Giuseppe Zangara. Nel 2019 tornò a Broadway con l'adattamento teatrale di Beetlejuice, in cui interpretava il ruolo dell'eponimo protagonista ricoperto da Michael Keaton nel film di Tim Burton; per la sua performance fu nuovamente candidato al Tony Award al miglior attore protagonista in un musical.
A partire dal 2020 partecipa alla webserie Helluva Boss di Vivienne Medrano in cui interpreta il giullare Fizzarolli.
In seguito, nel 2024, torna per un altro progetto di Vivienne Medrano, Hazbin Hotel, dove interpreta Sir Pentious e Adamo.

## Filmografia

### Attore

#### Cinema
- The Face, regia di Iain McCaig – cortometraggio (1998)
- Red Hook, regia di Elizabeth Lucas (2009)
- Change of Plans, regia di Mark Banning – cortometraggio (2012)
- The Forrest Boys, regia di Carmen Emmi – cortometraggio (2014)
- Broadway Whodunit: A Very Hanukkah Whodunit, regia sconosciuta (2020)
- Stai con me oggi? (Here Today), regia di Billy Crystal (2021)

#### Televisione
- Important Things with Demetri Martin – programma TV, puntate 1x03-1x05 (2009)
- Royal Pains – serie TV, episodio 3x04 (2011)
- Cattivissimi amici (Impractical Jokers) – programma TV, puntata 5x24 (2016)
- The Special Without Brett Davis – programma TV, puntata 1x75 (2016)
- SMILF – serie TV, episodio 1x01 (2017)
- The Good Fight – serie TV, episodio 2x05 (2018)
- Documentary Now! – serie TV, episodio 3x03 (2019)
- Law & Order - Unità vittime speciali (Law & Order: Special Victims Unit) – serie TV, episodio 22x05 (2021)
- Blue Bloods – serie TV, episodio 11x10 (2021)
- The Blacklist – serie TV, episodio 9x14 (2022)

### Doppiatore
- Teen Titans Go! – serie animata, episodio 6x27 (2020)
- Helluva Boss – serie animata (2019-in corso)
- Dead End: Paranormal Park – serie animata, 10 episodi (2022-2023)
- Hazbin Hotel – serie animata, 8 episodi (2024-in corso)

## Doppiatori italiani
Nelle versioni in italiano delle opere in cui ha recitato, Alex Brightman è stato doppiato da:
- Lorenzo De Angelis in Law & Order: Unità vittime speciali

Da doppiatore, è stato sostituito da:
- Francesco De Francesco in Teen Titans Go!
- Nanni Baldini in Dead End: Paranormal Park
- Edoardo Stoppacciaro in Hazbin Hotel (Sir Pentious)
- Gabriele Patriarca in Hazbin Hotel (Adamo)